# Championnats du monde de judo 1975
Les Championnats du monde de judo 1975 se tiennent à Vienne en Autriche.

## Résultats

### Hommes
| Catégories        | Or                | Argent                | Bronze                            |
| ----------------- | ----------------- | --------------------- | --------------------------------- |
| - 63 kg           | Yoshiharu Minami  | Katsuhiko Kashiwazaki | Felice Mariani Torsten Reissmann  |
| - 70 kg           | Vladimir Nevzorov | Valery Dvoinikov      | Katsunori Akimoto Koji Kuramoto   |
| - 80 kg           | Shozo Fujii       | Yoshimi Hara          | Adam Adamczyk Jean-Paul Coche     |
| - 93 kg           | Jean-Luc Rougé    | Michinori Ishibashi   | Victor Betanov Ramaz Kharshiladze |
| + 93 kg           | Sumio Endo        | Sergei Novikov        | Gil Jong Pak Chonosuke Takagi     |
| Toutes catégories | Haruki Uemura     | Kazuhiro Ninomiya     | Shota Chochishvili Dietmar Lorenz |

## Tableau des médailles
| Rang | Nation             | Or | Argent | Bronze | Total |
| ---- | ------------------ | -- | ------ | ------ | ----- |
| 1    | Japon              | 4  | 4      | 3      | 11    |
| 2    | Union soviétique   | 1  | 2      | 3      | 6     |
| 3    | France             | 1  | 0      | 1      | 2     |
| 4    | Allemagne de l'Est | 0  | 0      | 2      | 2     |
| 5    | Italie             | 0  | 0      | 1      | 1     |
| -    | Pologne            | 0  | 0      | 1      | 1     |
| -    | Corée du Nord      | 0  | 0      | 1      | 1     |

## Source
- (en) Judoinside.com